# CAESAR (САУ)
CAESAR (фр. Camion équipé d’un système d’artillerie, произн. Сеза́р или Цезарь) — 155-мм самоходная артиллерийская установка, разработанная и производящаяся французской фирмой Nexter.

## История создания и производства
Происхождение САУ Цезарь идёт от буксируемого орудия TRF1 и САУ GCT AUF1, разработанных в 1979 году. К концу 1980-х годов в мире начался общий отказ от буксируемой артиллерии как устаревшей с переходом на разные виды САУ из-за низкой мобильности буксируемых орудий и, как следствие, более высокой вероятности их поражения контрбатарейным огнём противника. Однако замена основной французской гаубицы TRF1 на САУ AUF1 была проблематичной из-за высокой стоимости САУ AUF1 и её недостаточной мобильности. Также AUF1 являлась довольно старой САУ дизайна 1970-х годов и она нуждалась в глубокой модернизации. Поэтому было решено разработать колёсную САУ с перестановкой на неё орудия от TRF1 и с новой системой управления огнём. При создании колёсной САУ предполагалось использовать часть технических решений от AUF1.
Первый образец гаубицы был показан в 1994 году.
В 2000 году был заключён контракт на поставку вооружённым силам Франции пяти установок на шасси автомобиля Unimog U2450L (6 × 6) фирмы «Мерседес-Бенц». Первые установки поставлены в конце 2002 года.
В конце 2003 года было принято решение продолжить закупки данной системы и отказаться от модернизации самоходной гаубицы AUF1.
В 2004 года был подписан контракт на поставку сухопутным войскам Франции 72 самоходных гаубиц CAESAR к 2011 году. В качестве базы выбрано шасси Шерпа 10 (6 × 6) фирмы Renault Trucks.
В 2006 году заключён контракт на поставку сухопутным войскам Таиланда 18 орудий.
В 2006 году подписан контракт на поставку национальной гвардии Саудовской Аравии 72 орудий на шасси SOFRAME-UNIMOG (6 × 6).
Также Бельгия заказала 9 единиц, Колумбия 12 и Марокко 36 единиц.

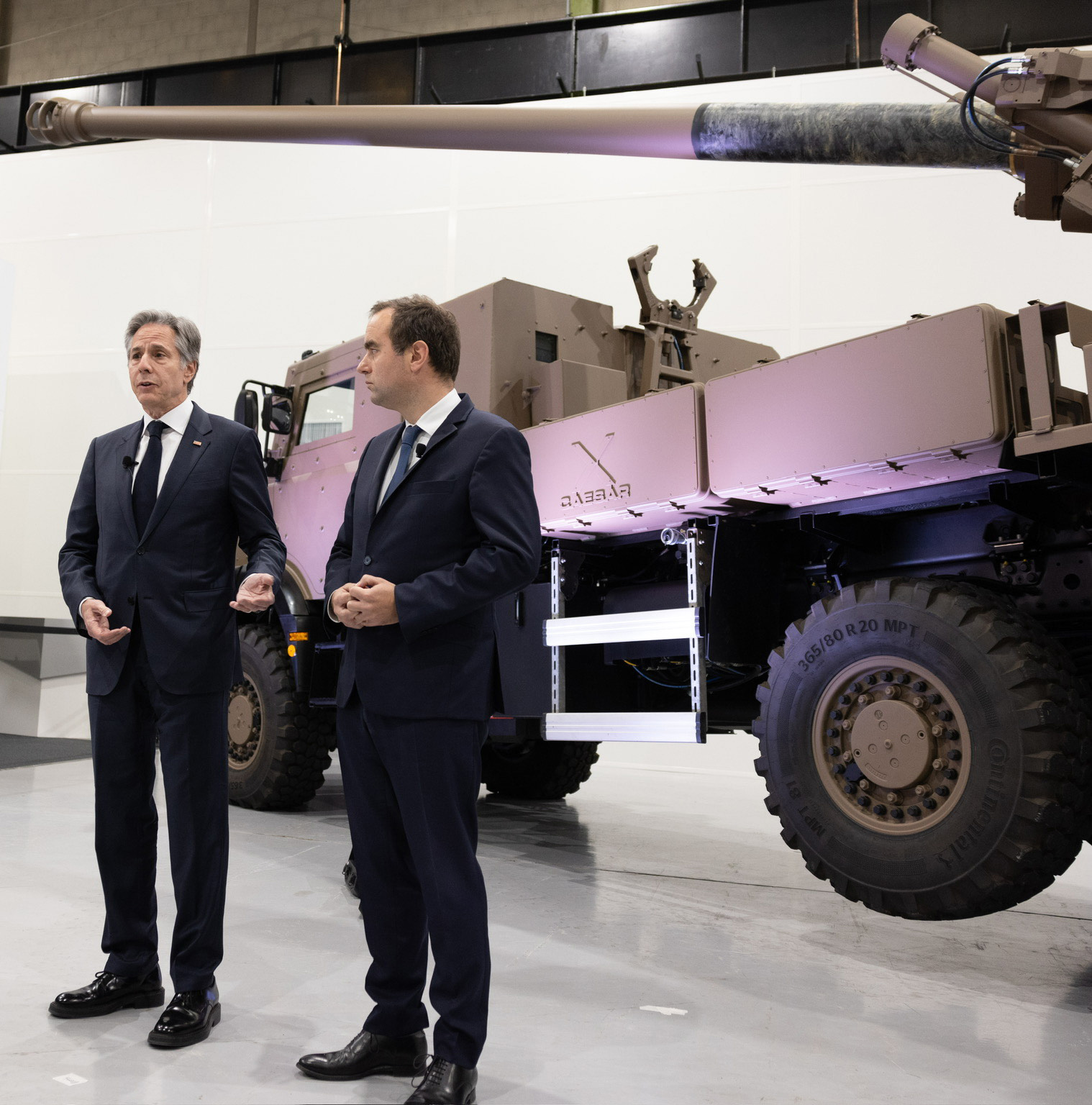
2024

14 марта 2017 года было объявлено о победе французской самоходки на тендере Дании, а 25 мая 2017 года заключён контракт с «Нэкстер» на поставку 15 ед. 155-мм самоходных гаубиц CAESAR на шасси с колёсной формулой 8x8 (шасси T-815 с восьмицилиндровым двигателем «Татра» T3C мощностью 270 кВт) общей стоимостью 43,6 млн долларов. Контракт предусматривает поставку всех САУ до середины 2019 года. В тендере участвовали также гаубицы ATMOS (Солтам) и K9 (Samsung Techwin).

## Описание конструкции
Самоходная артиллерийская установка на колёсном шасси Renault Sherpa 10 (6 × 6) массой <18 тонн, длиной 10 м, шириной 2,55 м. Высота САУ 3,7 м в обычном положении, со сложенным орудием для авиатранспортировки — 2,7 м.
Кабина — бронированная, обеспечивает защиту от пуль калибра до 7,62 мм и осколков снарядов (2 STANAG 4569). Вместимость — 5 чел. Имеется система кондиционирования воздуха.
Вооружение: модернизированный вариант 155-мм орудия TRF1. Длина ствола составляет 52 калибра. Объём зарядной каморы — 23 литра.

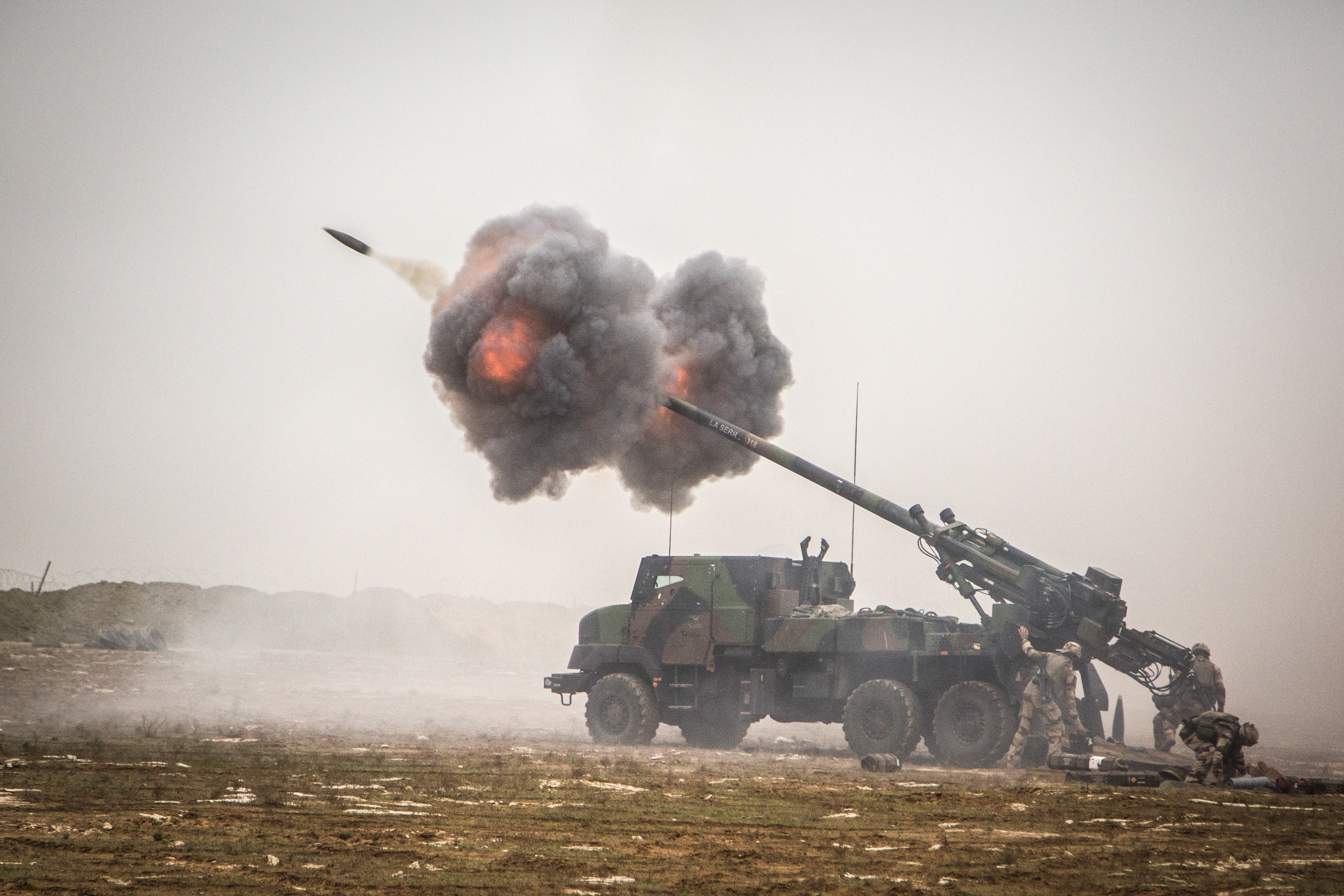
CAESAR СВ Франции в Ираке ведут огонь в ходе военной операции против «ИГ», 2018 год

Установка оборудована системой управления огнём «Сигма-30», в состав которой входит приёмник навигационной системы NAVSTAR. В СУО входит радар для измерения начальной скорости, встроенный баллистический блок управления, полностью интегрированный с FCS ATLAS. Полностью автоматическое наведение орудия.
Модификация CAESAR II оборудована системой искусственного интеллекта производства компании Helsing, позволяющей повысить как точность стрельбы, так и эффективность огня. 
Имеется полуавтоматическая система подачи снарядов. Максимальная скорострельность орудия — 3 выстрела за 18 секунд или 6—8 выстрелов в минуту в обычном режиме. Приводы системы наведения — гидравлические (основной) и ручной (вспомогательный).
Угол горизонтальной наводки при углах вертикальной наводки от 17° до 66° составляет 34°, а при стрельбе прямой наводкой (углы вертикальной наводки от −3° до +10°) — 48°. Наведение орудия выполняется с помощью системы управления огнём в автоматическом режиме, также может осуществляться вручную с помощью оптических приборов.
Стрельба прямой наводкой до 2000 м.
Запас хода >600 км, скорость — до 100 км/ч.
Для стрельбы применяются осколочно-фугасные, кассетные (содержит 63 кассетные бомбы), дымовые, осветительные снаряды, активно-реактивные снаряды, а также противотанковые управляемые снаряды BONUS (содержит два независимых боеприпаса, которые сканируют технику в радиусе 180 метров в инфракрасном излучении, а затем поражают её в верхнюю часть).
Максимальная дальность стрельбы осколочно-фугасным снарядом ERFB (с газогенератором) — 41 км, Excalibur (с газогенератором и складывающимися плавниками) — 46—49 км, снарядом V-LAP (использующим комбинацию газогенератора и реактивного ускорителя) — более 55 км. САУ совместима с дальнобойным снарядом М2005 V-LAP с дальностью 54 км.
Боекомплект САУ 6x6 версии — 18 выстрелов, 8х8 версии — 30 выстрелов.
САУ может транспортироваться самолётами C-130, Ил-76, C.160, A400M.

## Оценка проекта
Преимущества
- Высокая стратегическая и тактическая подвижность, скорость (время развёртывания 60 секунд, свёртывания 40 секунд[10])[20]
- Большая дальность стрельбы
- Низкие эксплуатационные затраты
- Низкая цена (САУ обладает такими же баллистическими характеристиками, как и другие современные гаубицы, при этом дешевле[21])

Недостатки
- Плохая проходимость по бездорожью
- Низкая степень защиты от огня противника
- Небольшой боекомплект

|                                                                                        | G6-52 ER | Zuzana 2                          | CAESAR                                                       | Archer                                                  | ATMOS 2000                                                   | Нора Б-52                                                                    |
| -------------------------------------------------------------------------------------- | --- | --------------------------------- | ------------------------------------------------------------ | ------------------------------------------------------- | ------------------------------------------------------------ | ---------------------------------------------------------------------------- |
| Внешний вид                                                                            | |                                   |                                                              |                                                         |                                                              |                                                                              |
| Год принятия на вооружение                                                             | н/д | н/д                               | 2008                                                         | 2011                                                    | 2004                                                         | 2006                                                                         |
| Шасси                                                                                  | 6 × 6 | 8 × 8                             | 6 × 6 (8 × 8)                                                | 6 × 6 (8 × 8)                                           | 6 × 6                                                        | 8 × 8                                                                        |
| Боевая масса, т                                                                        | 49,0 | 32,0                              | 17,7                                                         | 30,0 (33,0)                                             | 22,0                                                         | 28,0                                                                         |
| Экипаж                                                                                 | 3-5 | 4                                 | 3-5                                                          | 3-4                                                     | 4-6                                                          | 3-5                                                                          |
| Бронирование                                                                           | Сварной корпус и башня, стальная катаная противопульная, противоосколочная, лоб от 20мм пушки. Двойное днище, противоминная защита от подрыва 6кг. | противопульная, противоосколочная | STANAG 4569 Level 2                                          | противопульная, противоосколочная кабина, противоминное | бронированная кабина                                         | STANAG 4569 Level 2 (лоб и корма), 1 (борты), 2A и 2B (противоминная защита) |
| Автомат заряжания                                                                      | да | да                                | полуавтоматический (автоматическая подача снарядов с грунта) | да (в необитаемой башне)                                | полуавтоматический (автоматическая подача снарядов с грунта) | да                                                                           |
| Максимальная скорострельность, выстр./мин                                              | 8 | 6                                 | 8                                                            | 7                                                       | 5                                                            | 12                                                                           |
| Максимальная скорострельность в режиме «Шквал огня»                                    | н/д | н/д                               | 3 выстрела по 6 сек.                                         | 3 выстрела по 6,7 сек. (практическая по 8,7 сек.)       | н/д                                                          | 3 выстрела по 6,7 сек.                                                       |
| Режим «Огневой шквал»(MRSI)                                                            | 5-6 снарядами на 25 км | да                                | н/д                                                          | до 6                                                    | н/д                                                          | да                                                                           |
| Время развертывания/ Время свертывания, сек.                                           | 30 н/д | <40 32-43 (для Dana-M2 в Украине) | 60 40                                                        | 14(23 до выстрела) 24                                   | н/д н/д                                                      | 90 н/д                                                                       |
| Калибр пушки, мм                                                                       | 155 | 155                               | 155                                                          | 155                                                     | 155                                                          | 155                                                                          |
| Длина ствола, калибров                                                                 | 52 | 52                                | 52                                                           | 52                                                      | 52                                                           | 52                                                                           |
| Боекомплект орудия, выстрелов                                                          | 48 | 40                                | 18 (30)                                                      | 40                                                      | 27                                                           | 48                                                                           |
| Максимальная дальность стрельбы, км ОФС: АР ОФС: АР ОФС XM982 Excalibur: АР ОФС V-LAP: | 38 50 н/д 67 | н/д 41 н/д                        | 41 н/д 46-49 54                                              | 30 40 60 н/д                                            | 30 41 н/д                                                    | 41 46,5 н/д 56                                                               |
| Мощность двигателя, л. с.                                                              | 525 | 450                               | 410                                                          | 330(440)                                                | 315                                                          | 410                                                                          |
| Удельная мощность, л. с./т                                                             | 10,7 | 14                                | 23,2                                                         | 11 (13,3)                                               | 14,3                                                         | 14,6                                                                         |
| Максимальная скорость, км/ч                                                            | 80 | 80                                | 80                                                           | 70 (90)                                                 | 80                                                           | 90                                                                           |
| Запас хода по шоссе, км                                                                | 700 | 600                               | 600                                                          | 500                                                     | 1000                                                         | 1000                                                                         |
| Стоимость, млн. $                                                                      | н/д | н/д                               | ~2,9                                                         | н/д                                                     | ~2                                                           | 1,5                                                                          |

Сноски
1. ↑  версия «Extended Range» с зарядной каморой объёмом 25 литров
2. ↑  Режим «Огневой шквал» (англ. MRSI, multiple rounds simultaneous impact) позволяет атаковать цель несколькими снарядами таким образом, что все они достигают цели одновременно.
3. ↑  V-LAP (Velocity-enhanced Long-Range Artillery Projectile) — активно-реактивный снаряд с улучшенными аэродинамическими характеристиками
4. ↑  версия «Extended Range» с зарядной каморой объёмом 25 литров

## TRAJAN
Nexter Systems выпустила самодвижущуюся 155-мм/52-калиберную пушку TRAJAN весом 13 тонн, являющейся производной от Сезара. «Тражо» имеет Advans Vega Intertial Guidance System, производимую совместно с компанией iXblue, позволяющую добиться лучшей точности стрельбы. TRAJAN имеет дальность стрельбы до 42 км снарядами ERFB и 55 км активно-реактивным VLAP. Скорострельность 6 выстрелов в минуту. Высота подъёма 73°. Точность пушки обеспечивается радаром, инерциальным навигационным блоком и баллистическим вычислителем. Вспомогательная силовая установка (ВСУ) позволила добиться автоматизации операций по развёртыванию пушки и загрузке боеприпасов и обеспечивает работу всех систем пушки. Она может также управляться дистанционно из кабины грузовика.
«Тражо» может транспортироваться самолётами Ил-76, Boeing C-17 Globemaster III или Airbus A400M. Пушка была создана для участия в индийском тендере Towed Gun System на буксируемую 155-мм пушку на общую сумму в 1 млрд евро. Условия тендера предусматривали частичную локализацию производства в Индии совместно с индийской фирмой. Победителем в тендере выступила гаубица M777 от компании BAE Systems.

## Боевое применение

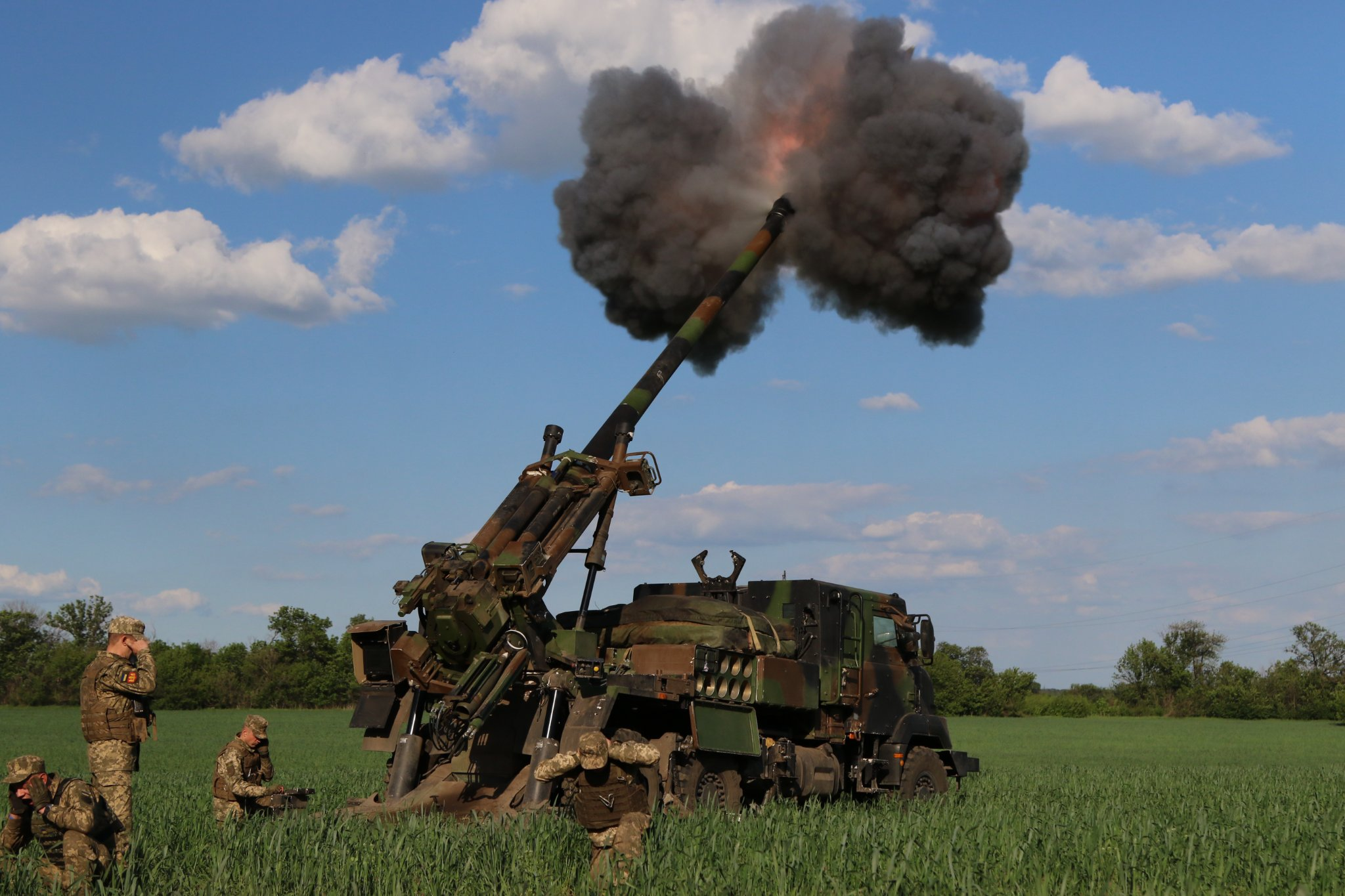
CAESAR СВ Украины, 2022 год

Использовались французской армией в Афганистане в 2009 году, а также в Туарегском восстании 2013 года.
С 2016 по 2019 год четыре САУ были задействованы в военной операции против «Исламского государства» в Ираке и Сирии. 3 декабря 2018 года три CAESAR уничтожили восемь бронемашин ИГ возле Дейр-эс-Зора, задействовав при этом четыре умных снаряда BONUS.
Использовался Францией в Мали, в Операции «Сервал».
Используется украинской стороной в войне с Россией. 

## На вооружении

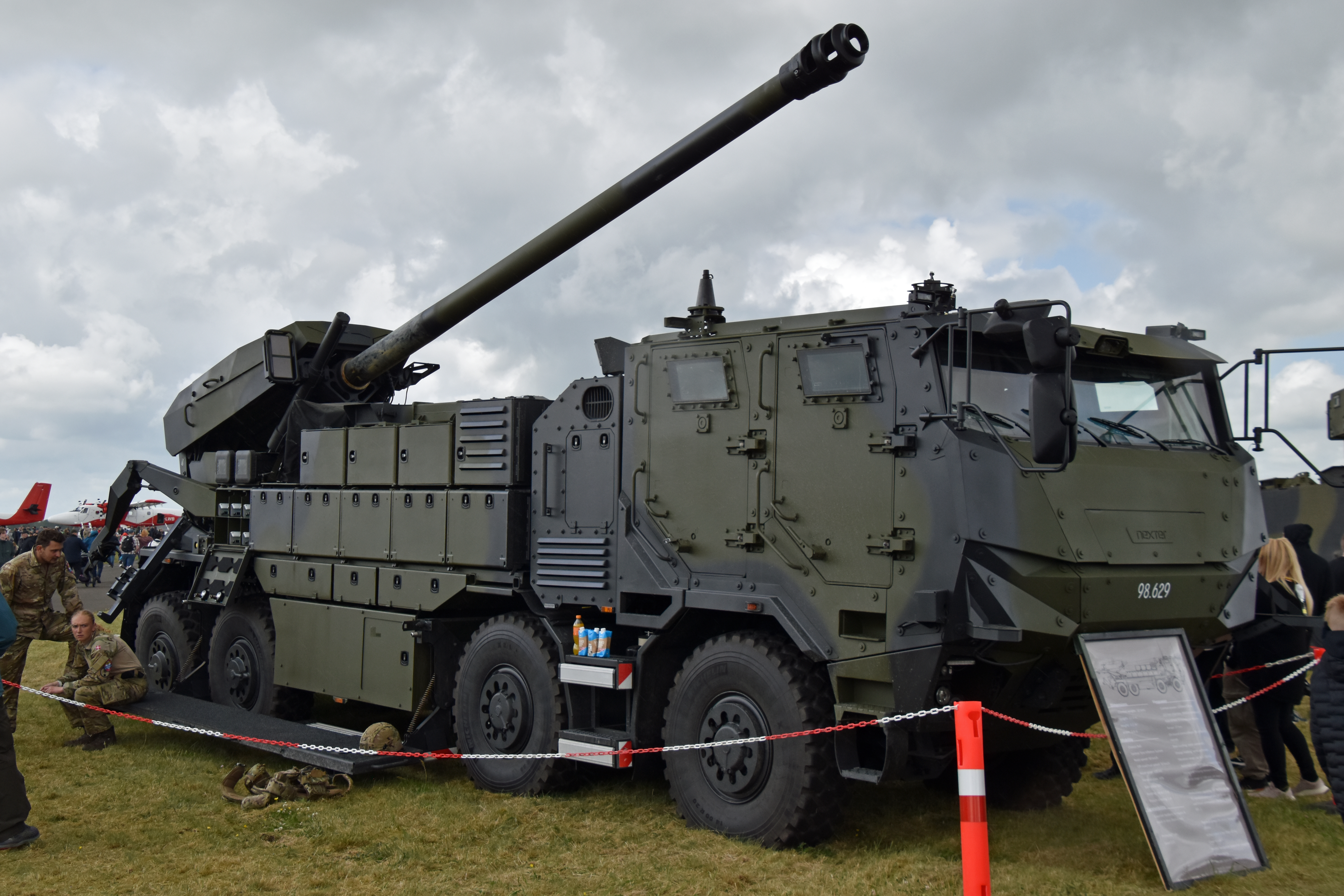
Вариант 8×8 для Королевской датской армии на Датском авиашоу

- Армения — 17 июня 2024 года подписан контракт на закупку САУ CAESAR[45].
- Бельгия — заказано 9 единиц в 2022 году[46][47]
- Индонезия — 49 единиц по состоянию на 2022 год[48]
- Колумбия — заказано не менее 4 единиц в 2022 году[47]
- Литва — заказано 18 единиц, поставки планируются в 2027 году[49]
- Марокко — заказано 36 единиц, поставляются с 2022 года[49]
- Саудовская Аравия — 136 единиц, по состоянию на 2022 год[50]
- Таиланд — 6 единиц, по состоянию на 2021 год[51]
- Франция — 60 единиц на шасси 6х6 по состоянию на 2024 год[52]
- Чехия — 30 сентября 2021 года заказаны 62 единицы на шасси Tatra 8x8 за 7,04 млрд чешских крон (около 287,7 млн евро) (без НДС)[4][49]
- Украина — более 50 единиц на шасси 6x6 и 17 единиц на шасси 8x8 по состоянию на 2025 год[53]. 22 апреля 2022 года президент Франции Эмманюэль Макрон заявил[54] о поставке Украине CAESAR в качестве военной помощи из армейского парка ВС Франции[55]. 30 мая 2022 года глава МИД Франции объявила о поставке ещё одной партии CAESAR[56]. 16 июня 2022 года Эмманюэль Макрон объявил о поставке ещё 6 систем CAESAR[57]. 19 января 2023 года министерство обороны Дании объявило о поставке Украине 19 систем CAESAR[58]. 31 января 2023 года министр обороны Франции заявил о поставке Украине дополнительных 12 систем CAESAR[59].
- Эстония — заказано 12 единиц[60]. Первые САУ поступили в Эстонию в январе 2025 года[61].

### Бывшие эксплуатанты
- Дания — 19 единиц на шасси 8х8 по состоянию на 2022 год[62]. В 2023 году все переданы Украине[63].

## Стоимость
На 2015 год стоимость единицы составляла ~5,2 млн долларов США. В 2017 году стоимость составила ~2,9 млн долларов.

### Комментарии
1. ↑  Объём зарядной каморы CAESAR примерно на 4 литра больше, чем у базового орудия TRF1 и вмещает до 30 кг порохового заряда. Камора изготавливается из особо прочного стального сплава, состав которого держится в тайне. Кроме того, ствол орудия CAESAR почти на два метра длиннее, чем у TRF1, что обеспечивает бо́льшую дульную скорость снаряда и, соответственно, большую дальность стрельбы[13].